# Ramona Pagel
Ramona Pagel (geb. Ebert; * 10. November 1961 in Los Angeles) ist eine ehemalige US-amerikanische Kugelstoßerin, die auch im Diskuswurf antrat.
Bei den Olympischen Spielen 1984 in Los Angeles wurde sie Elfte.
1985 wurde sie Fünfte bei den Leichtathletik-Hallenweltspiele in Paris, gewann Bronze bei der Universiade und wurde Sechste beim Leichtathletik-Weltcup in Canberra.
1987 wurde sie Sechste bei den Hallenweltmeisterschaften in Indianapolis, siegte bei den Panamerikanischen Spielen in Indianapolis und schied bei den Weltmeisterschaften in Rom in der Qualifikation aus.
Bei den Olympischen Spielen 1988 in Seoul kam sie sowohl im Kugelstoßen wie auch im Diskuswurf nicht über die Vorrunde hinaus.
Fortan beschränkte sie sich bei internationalen Meisterschaften auf das Kugelstoßen. 1989 wurde sie Neunte bei den Hallenweltmeisterschaften in Budapest und Sechste beim Weltcup in Barcelona. 1991 kam sie bei den Hallenweltmeisterschaften in Sevilla erneut auf den neunten Platz, gewann Bronze bei den Panamerikanischen Spielen in Havanna und scheiterte bei den Weltmeisterschaften in Tokio in der Qualifikation.
Bei den Olympischen Spielen 1992 in Barcelona wurde sie Elfte und bei den Weltmeisterschaften 1993 in Stuttgart Zwölfte. 1995 gewann sie Silber bei den Panamerikanischen Spielen in Mar del Plata und wurde Siebte bei den Weltmeisterschaften in Göteborg.
Zum Abschluss ihrer Karriere wurde sie bei den Olympischen Spielen 1996 in Atlanta Neunte.
Fünfmal wurde sie US-Meisterin (1985–1987, 1989, 1991) und sechsmal US-Hallenmeisterin (1986, 1988–1990, 1994, 1995) im Kugelstoßen. 1984 holte sie für die San Diego State University startend den NCAA-Titel.

## Persönliche Bestleistungen
- Kugelstoßen: 20,18 m, 25. Juni 1988, San Diego
  - Halle: 19,83 m, 20. Februar 1980, Inglewood
- Diskuswurf: 61,92 m, 26. Juni 1987, San José